# Plounévez-Quintin
Plounévez-Quintin é uma comuna francesa na região administrativa da Bretanha, no departamento Côtes-d'Armor. Estende-se por uma área de 42,41 km². Em 2010 a comuna tinha 1 106 habitantes (densidade: 26,1 hab./km²).